# فالتر غروس
فالتر غروس (بالألمانية: Walter Groß)‏ ـ (21 أكتوبر 1904 ـ 25 أبريل 1945) كان رئيس مكتب السياسات العرقية بالحزب النازي.
كان غروس معادياً للسامية، وكان ينادي باستئصال اليهود ويعتقد بنظرية الحل الأخير التي كان من النظريات المحورية في فكر الحزب النازي. ألف عدة كتب عن «المسألة اليهودية». كلف سنة 1933 بتشكيل المكتب الاشتراكي للتنوير بشأن السياسة السكانية والرفاهية العرقية، الذي شكل لحشد تأييد الألمان لبرنامج التعقيم النازي وغيره من مخططات «التحسين العرقي» خلال حقبة الثلاثينيات.
عقب هزيمة ألمانيا النازية في الحرب العالمية الثانية، أحرق غروس ملفاته المتعلقة بخططه العرقية والتي شملت أيضاً أسماء معاونيه ومرؤوسيه، ثم أقدم بعد ذلك على الانتحار.